# Philodendron cipoense
Philodendron cipoense är en kallaväxtart som beskrevs av Sakuragui och Simon Joseph Mayo. Philodendron cipoense ingår i släktet Philodendron och familjen kallaväxter. Inga underarter finns listade.